# Nomads United
Der Nomads United Association Football Club ist ein neuseeländischer Fußballklub aus dem Stadtteil Harewood in Christchurch.

## Geschichte
Der Klub wurde ursprünglich im Jahr 1910 gegründet. Als Farben des Klubs wurde sich auf Rot, Weiß und Blau berufen, der damaligen Farben des Londoner Klubs FC Chelsea. Schnell konnte man sich einen Namen in der Region machen und gewann den Canterbury Shield im Jahr 1916 und den English Cup erstmals im Jahr 1912. Im Jahr 1915 bezog man dann auch seine erste richtige Heimspielstätte, den English Park.
Im Jahr 1930 zog man dann weiter in den Richmond Park und erreichte im Jahr 1931 gar das Finale im Chatham Cup, wo man jedoch nach Verlängerung mit 2:5 gegen Tramurewa unterlag. Mit den 1958 gegründeten Shirley Boys High School Old Boys zusammen bildete man ab 1966 die Mannschaft Shirley/Nomads. Dieser Name währte aber nur kurz, weil man diesen schließlich 1969 bereits zum heutigen Nomads United änderte.
Von der ersten Fußball-Mannschaft der Männer sind ab der Saison 1968 dann auch die Saisonergebnisse bekannt. So gelang nach langer Zeit in der Division 2 North dann zur Saison 1980 der Sprung in die Division 1 North. Nach einer Neueinteilung der Ligen rutschte man Ende der 1980er Jahre kurzzeitig in die Division 2 North wieder runter, kam aber zur Spielzeit 1993 wieder zurück. Mit einem ersten Platz am Ende der Ligasaison 1995, durfte man in der Spielrunde des Jahres 1996 sogar noch eine Stufe höher spielen.
Mit der Einführung der Mainland Premier League als höchste Verbandsliga zur Saison 1998 nahm man als Meister der Vorsaison dann auch direkt teil und erreichte hier in den Spielzeiten 2003 und 2007 jeweils die Meisterschaft. Auch über die weiteren Jahre verblieb man stets in der Liga und verpasste weitere Meistertitel teilweise nur knapp. Ob man nach 2014 noch einmal Abstieg ist, nicht bekannt. Zur Saison 2021 wurde dann die neue Southern League im System der National League, eingeführt und die besten Teams der Premier League durften in diese aufsteigen. Diesen Schritt verpasste Nomads hier jedoch, zur Saison 2022 gelang dann aber der Aufstieg in diese neue Liga. Mit 15 Punkten gelang hier am Ende der ersten Regular Season dann ein 7. Platz.